# Холдернесс (школа)
Школа «Холдернесс» (англ. Holderness School) — частная старшая  школа в городе Холдернесс, штат Нью-Гэмпшир, США. Основана в 1879 году. В школе обучается 275 учеников из 22 штатов США и 14 стран мира. Несмотря на то, что школа является интернатом, около 50 учеников проходят в ней дневное обучение. Директор школы — Р. Филлип Пек.